# Fred Weyrich
Pour les articles homonymes, voir Weyrich.
Fred Weyrich (né le 25 août 1921 à Tauberbischofsheim, mort le 30 décembre 1999 au lac Ammer) est un producteur de musique, parolier et chanteur allemand.

## Biographie
Fred Weyrich fait d'abord à la demande de son père des études de médecine dentaire, mais avec le soutien de sa mère il s'inscrit à la Schule Reimann pour apprendre la comédie. Il est diplômé puis fait son service militaire. Pendant la Seconde Guerre mondiale, il travaille dans le divertissement des troupes. En Norvège, il est programmateur et animateur de "Radio Tromsö". Après la guerre, il rencontre l'éditeur Hans Wilfred Sikorski à Hambourg et devient musicien de Lale Andersen et chanteur de Radio Hamburg.
Il commence sa carrière de producteur à l'âge de 39 ans. Il travaille avec notamment Heidi Brühl, Karel Gott, Hildegard Knef, Willy Millowitsch et Ivan Rebroff. En 1965, il découvre Alexandra et lui écrit ses grands succès.
Par ailleurs, il fait partie du jury autour de Peter Frankenfeld avec Lonny Kellner et Kurt A. Jung de son émission de radio-crochet Peters Bastelstunde.
Fred Weyrich est le père de l'animateur et du réalisateur de télévision Pit Weyrich.

## Source de la traduction
- (en) Cet article est partiellement ou en totalité issu de l’article de Wikipédia en anglais intitulé « Fred Weyrich » (voir la liste des auteurs).